# ナナバケシダ
ナナバケシダ Tectaria decurrens (C. Presl.) Copel. はナナバケシダ科（あるいはオシダ科）のシダ植物の1つ。葉柄に広い鰭状の翼があり、葉身は幅広い側小葉が大きく突き出した独特の姿をしている。

## 特徴
常緑性の草本。根茎は斜めに立ち、太くて短くてその先端に数枚の葉を束のように出す。葉には多少ながら胞子葉と栄養葉の2形が見られ、といってもほぼ同じ形ながら裂片の幅が胞子葉の方が少し広い、という程度であり、海老原(2016)でも数値等で区別して示されていない。従って以下の記述も両者合わせてのものである。大きさとして、葉柄の長さが35～50cm(時に27～62cm)、葉身は長さが35～47cm(32～59cm)、幅が22～30cm(17～41cm)。葉柄は単褐色から黒褐色で光沢があり、その側面に葉身から続く翼状の部分がほぼ基部近くまで続いている。鱗片は特に基部近くでは多く、形は披針形から今日披針形で長さ11～14mm(8.8～18mm)、色は褐色で縁沿いが黄褐色になっており、縁は滑らかか多少の突起がある。葉身は1回羽状深裂で、概形としては3角状長楕円形をしており、先端は突き出して尖り、側羽片、というか横に突き出す部分は4対(3～5対)で、その基部は葉軸に流れて舌の裂片に繋がっている。頂羽片ははっきり区別できるが、その基部は側羽片に連続する。葉軸は淡い褐色から黒褐色で光沢がある。葉身の質はやや硬い紙質で濃い緑色で羽片の分岐点付近の淡緑色の斑紋があり、毛はない。側羽片は披針形で長さ14～19cm(13～24cm)、幅3.7～7.8cm(2.8～12cm)、先端は突き出して尖る。なお最下の一対、あるいはそれに次ぐ一対の側羽片の基部側の小羽片が特に発達して突き出す。葉身の縁は深裂を別にすれば滑らかか多少波打つ。胞子嚢群は羽片の側脈の間に2列に並んで生じ、葉脈に頂生している。個々の胞子嚢群は楕円形で表面に突出し、径は1.7～2.1mm(1.4～2.2mm)で、円腎形の包膜があり、包膜には僅かに短い毛がある。
和名は七化けシダで、葉の形が変化に富むことによる。

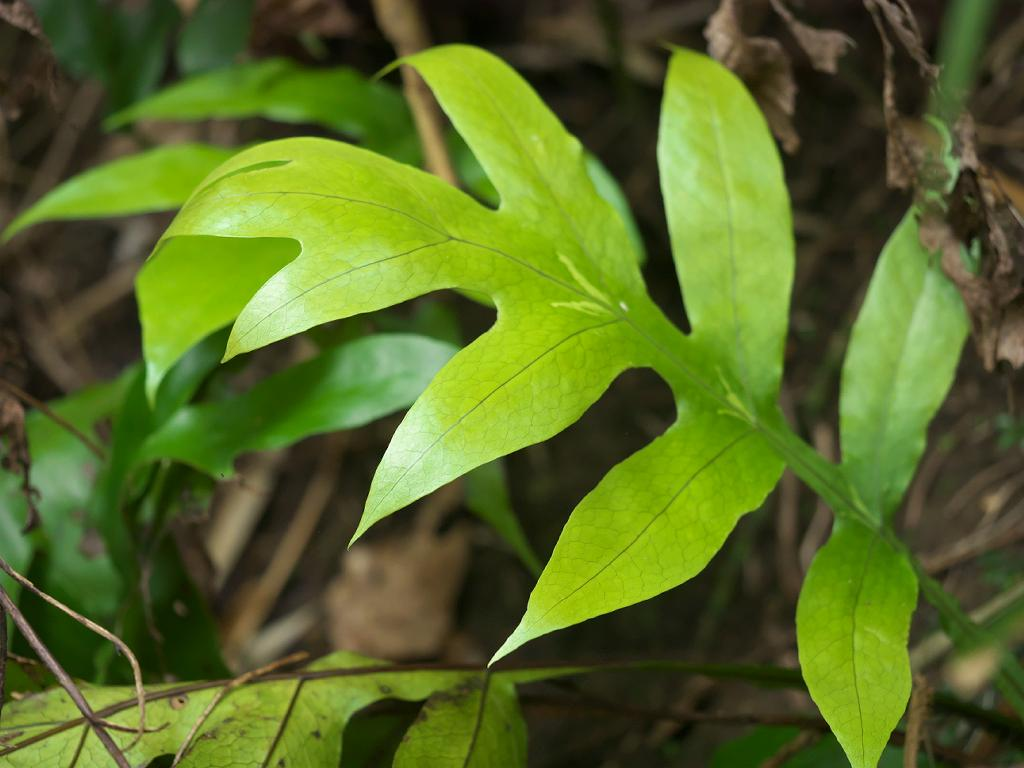
若い葉
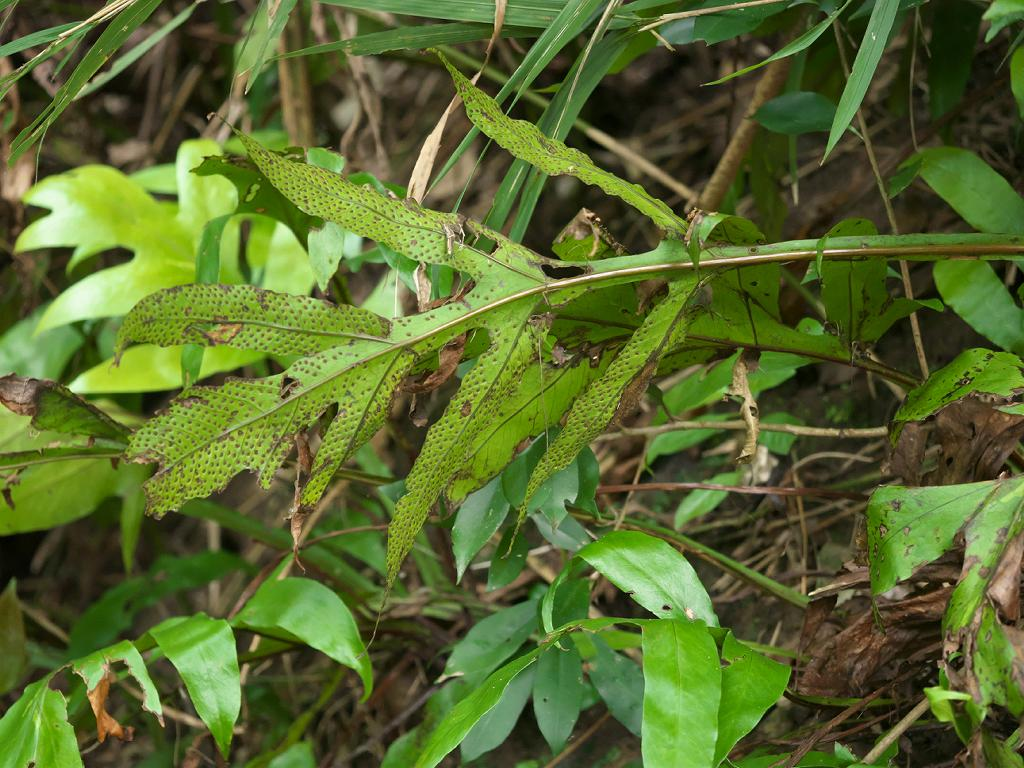
胞子葉の裏側
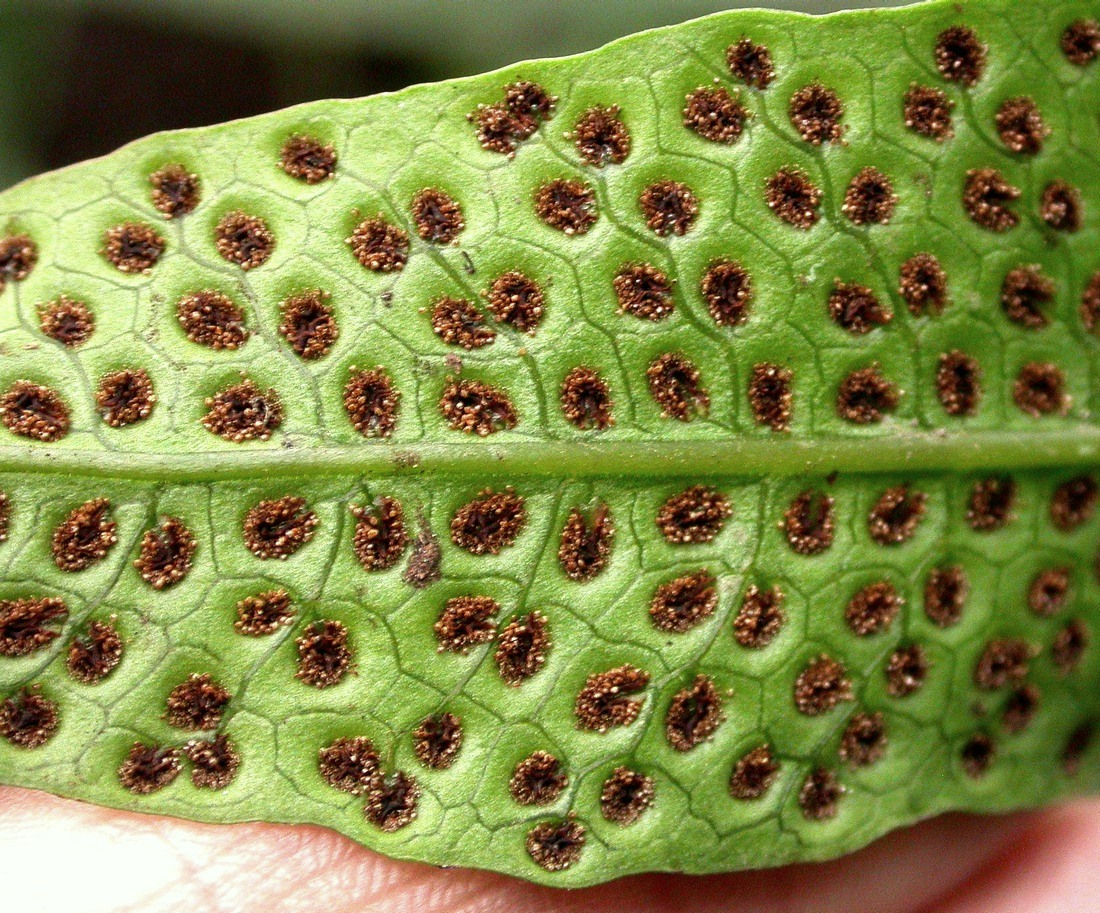
胞子嚢群

## 分布と生育環境
日本では徳之島以南の琉球列島に見られ、国外では中国南部、台湾、インド、スリランカ、東南アジア、南太平洋に分布しており、タイプ産地はフィリピンのルソン島である。
かさかさした山地の森林の下に生える。他方で陰湿な沢筋に多く見られる、との言葉もある。

## 分類
ナナバケシダ属は世界で約200種があり、日本には8種が知られ、何れも琉球列島でしか見られない。それぞれ姿はかなり異なり、特に本種では先端から葉柄の基部近くまで主軸に羽片から流れる翼が連続していることがはっきりした特徴となっている。コモチナナバケシダ T. fauriei も同様な翼があるが、この種では側羽片の上で途切れ、連続していない。

## 保護の状況
環境省のレッドデータブックでは指定がないが、県別では鹿児島県で絶滅危惧I類の指定がある。鹿児島県は本種の分布の北限にあたり、また沖縄で指定がないのは比較的普通に見られると言うことであろう。